# 徐良彥
徐良彥（1572年—？），字季良，號若谷，江西南昌府新建县人。明朝政治人物、同進士出身。

## 生平
萬曆二十二年甲午科江西鄉試第六名舉人，二十六年（1598年）戊戌科進士，通政司觀政，初授婺源县知县。萬曆三十一年（1602年）補任溧水縣知縣。三十六年行取，三十八年考选，四十年擢河南道监察御史，巡视厂库，四十一年巡视南城，本年巡按四川。四十三年改福建右参议。
天啓元年（1621年）升山东按察司副使，署理两淮盐法道，二年正月復補为山东按察司副使，青州兵备道，改提督學政，六月改任尚宝司少卿，三年七月升大理寺左寺丞，九月升左通政，十一月升都察院僉都御史、巡撫宣府，五年因忤逆閹黨崔呈秀，被論劾罷官，六年遣戍五溪卫。
崇禎初年，釋放歸鄉。後來起為南京大理寺卿，崇祯四年（1631年）官至南京工部侍郎。有子徐世溥。